# Sociedade Brasileira de Educação Matemática
A Sociedade Brasileira de Educação Matemática (SBEM) é uma associação civil sem fins lucrativos, de caráter científico, cultural, apartidário e sem vínculos religiosos. Fundada em 27 de janeiro de 1988, a SBEM tem como escopo congregar profissionais da área de Educação Matemática ou afins.
Possui em seus quadros pesquisadores, professores e alunos que atuam nos diferentes níveis do sistema educacional brasileiro, da educação básica à educação superior. Tem também sócios institucionais e sócios de outros países.
Em diversos estados (São Paulo, Rio de Janeiro, Goiás e outros), há as chamadas "Regionais da SBEM".